# Condado de Auglaize
El condado de Auglaize es uno de los 88 condados del estado estadounidense de Ohio. La sede del condado es Wapakoneta, al igual que su mayor ciudad. El condado tiene una superficie de 1.040 km² (de los cuales 1 km² están cubiertos por agua) y una población de 46.611 habitantes, para una densidad de población de 45 hab/km² (según censo nacional de 2000). Este condado fue fundado en 1848.